# Maison kilomètre
La maison kilomètre (finnois : Kilometritalo) est une maison construite dans le quartier de Pyynikinrinne a Tampere en Finlande.

## Présentation
La maison kilomètre est une maison en rondins de 138 mètres de long construite en 1923. 
La maison représentant le classicisme nordique des années 1920 a été conçue par Heikki Tiitola.
En 1928, deux immeubles d'habitation en bois de deux étages conçus par Bertel Strömmer ont été construits à côté de la maison kilomètre.